# María Teresa (telenovela)
María Teresa es una telenovela venezolana original de la escritora cubana Delia Fiallo, realizada por la cadena venezolana de televisión Venevisión en el año de 1972. Producida por Enrique Cuzcó y protagonizada por las glorias de la actuación venezolana Lupita Ferrer y José Bardina.

## Trama
María Teresa o Tere como todos la llaman es una hermosa y noble muchacha que está en la plenitud de la vida, es feliz junto a su madre Magdalena, una mujer enfermiza quien siempre le ha prodigado amor, su padre Antonio es un hombre correcto y trabajador; Tere tiene dos hermanas: Reina y Annie. Tere trabaja en una floristería para ganar dinero y ayudar con el sustento de su casa, un día estando en plena labor, conoce a  Román, un joven que le ha fascinado, rápidamente lo que comienza como un escarceo se convierte en amor, aunque ella cree que él se gana la vida tocando el piano en un restaurante y no que es un millonario. 
Magdalena, la madre de Teresa, es una buena mujer quien está enferma y que pronto va a morir... Tere le cuenta a su madre que se ha estado viendo con Román López Bello, un joven pianista que la atrae y del cual se ha enamorado. Magdalena no le dice nada, solamente llama a su esposo Antonio y le cuenta la verdad. Teresita no es su hija, si no la hija de su hermana Leonor quien está presa pagando condena por el supuesto asesinato del padre de Román López Bello. Pero Leonor no fue quien lo asesinó, si no Alfredo Fuentes Tovar, hombre adinerado, cuñado de Román y que se había casado con Leonor en secreto, ya que su imponente hermana María Eugenia no aceptaba que él se relacionara con una humilde secretaria. Román deseaba a Leonor, y en un intento por ultrajarla, Alfredo lo sorprende y lo mata, pero Leonor enamorada se implicó en el crimen y hace que Alfredo huya y ella afronta las consecuencias del asesinato, por lo cual va a prisión y se gana el odio de María Eugenia, mismo odio que se encarga en crear en su pequeño hijo Romancito. 
Ya han pasado más de 20 años, Leonor vuelve a casa de Magda su hermana y se encuentra con su hija Teresa a quien le dice que es su tía y no su madre. Teresita le presenta su novio Román López Bello, quien le produce una animadversión lógica a Leonor, ya que es idéntico a su padre. Leonor tratará impedir esa relación porque teme que se descubra su secreto, a su vez María Eugenia también los quiere separar pero por meros prejuicios sociales. Alfredo, que sigue viviendo en casa de su hermana, se reencuentra con Leonor, pero ella que no le perdona su debilidad y conformismo de años, no le dice quien es su hija, Alfredo erróneamente cree que es Reina, la sobrina de Leonor. Reina es engreída, vanidosa y ambiciosa, da mucha mala vida a su padre porque denigra ser pobre, lo que anhela es casarse con un hombre rico, por eso se llena de envidia cuando conoce al novio de Tere. Annie, la hermana menor es tierna y cariñosa, siempre ha estado enamorada de su vecino Santiago, pero éste sólo tiene ojos para Reina, que sólo juega con él. Pese a la adversidad, Teresa y Román se casan, al poco tiempo tienen una hija. Esto no lo podía soportar María Eugenia, que estaba obsesionada con su hijo desde que su esposo murió, por eso cuando descubre que Teresa es la hija de la que ella cree asesina de su marido, envenena el alma de Román y arremete contra Teresita, quien no puede soportar tan dolorosa verdad y el rechazo del hombre que ama, y por eso pierde la razón y la internan en un manicomio. Reina aprovecha la situación para instalarse en la casa de su hermana con el pretexto de cuidar a su sobrinita, pero lo que quiere es enamorar a Román. El manicomio donde está interna Teresa se quema y ella es dada por muerta. Román está desolado y cae fácil en la seducción de Reina, al poco tiempo se casa con ella. Pero María Teresa no murió, ella pudo escapar, deambuló por las calles hasta que cayó en manos de unos mendigos que aprovechándose de su indefensión la ponen a mendigar y pedir limosnas por las calles. Los mendigos hacen que la enloquecida Teresa entre a robar en un apartamento de lujo, y allí la pobre desquiciada es atrapada por el dueño del inmueble que es el apuesto Hugo Falcón, quien logra ver detrás de tanta suciedad y harapos la belleza de la muchacha. Hugo que resulta ser un prestigioso fotógrafo se queda con Teresa con el propósito de hacerla curar y convertirla en una modelo. Así pasa el tiempo, Román ha triunfado como pianista, pero es infeliz con Reina, en tanto que María Teresa es una cotizada modelo conocida como Muñeca Montiel, pero sigue sin recuperar su memoria, Hugo no se ha molestado en curarla, porque está muy enamorado de ella y teme que lo deje. Román ve a Muñeca en las páginas sociales de los periódicos y se impacta por el enorme parecido con la "difunta" María Teresa. Román y Muñeca al fin se conocen en un cóctel y ambos se enamoran irremediablemente creyéndose extraños. Eso despierta los terribles celos de Hugo, quién conoce a Reina por medio del propio Román. Reina y Hugo confirman que Muñeca es María Teresa y deciden aliarse y callar aquel secreto para mantener separados a Tere y Román. Muñeca (María Teresa) asiste a un concierto de Román, él en pleno concierto interpreta la melodía que compusiera a Teresa y que era su canción de amor, ella al escucharla siente como vuelven todos sus recuerdos, impactada y temerosa sale corriendo del lugar y se va presurosa en su vehículo, su estado de nervios hace que tenga un accidente en el que se desfigura el rostro. Todos saben que María Teresa vive, pero Reina le dice que no puede ver a la niña porque la pequeña se asustaría de verle esa horrible cicatriz en la cara, Teresa al principio accede pero luego se pone una peluca que le cubre la cara y entra a escondidas a casa de Román para ver y abrazar a su hija. La niña queda inválida y es María Teresa quién le hace masajes y ejercicios a escondidas para hacerla caminar de nuevo. María Teresa está reacia a perdonar a Román porque él no creyó en ella; luego la operan y vuelve a recuperar su belleza, pero está resuelta a casarse con Hugo por agradecimiento. La madre de Román sufre un infarto, al verse al borde de la muerte, pide perdón a Leonor y María Teresa y muere. Reina va a la cárcel y Hugo vencido se va lejos de viaje. Al final, tras vencer los obstáculos que los separaban, María Teresa y Román logran ser felices.

## Elenco
- Lupita Ferrer- María Teresa Fuentes Tovar de López Bello / Muñeca Montiel
- José Bardina - Román López Bello
- Ivonne Attas- Reina
- Jorge Félix  - Hugo Falcón
- Reneé de Pallás  - María Eugenia Fuentes Tovar viuda de López Bello
- Eva Blanco- Leonor
- Haydée Balza- Fernanda Fuentes Tovar
- Orángel Delfín  - Alfredo Fuentes Tovar
- Carlos Subero  - Antonio
- Rebeca González  - Annie
- Néstor Zavarce  - Santiago
- Betty Ruth - Magdalena
- Enrique Alzugaray
- Ana Castell
- Caridad Canelón
- Chumico Romero
- Martha Lancaste
- Jose Oliva
- Susana Duijm
- Hugo Pimentel

## Versiones
- Primavera, telenovela realizada en 1987, por la productora Coral Producciones y por la televisora RCTV, fue producida por Daniel Andrade y protagonizada por Gigi Zanchetta y Fernando Carrillo.
- Rosangelica, una versión libre realizada por Venevisión en 1993, fue producida por Marisol Campos, dirigida por Marcos Reyes Andrade y protagonizada por Sonya Smith y Víctor Cámara.
- Rosalinda, realizada por Televisa en 1999, fue dirigida por Beatriz Sheridan y producida por Salvador Mejía y protagonizada por Thalía y Fernando Carrillo.
- Rosalinda, realizada en 2009 por el canal GMA Network y protagonizada por Carla Abellana y Geoff Eigenmann.

## Datos
- Lupita Ferrer, protagonizó la primera versión en 1972, luego actuó tanto en Rosangélica como en Rosalinda dos décadas después pero como la antagonista principal.
- Fernando Carrillo, también actuó como protagonista principal en Primavera como en Rosalinda 12 años después.
- Delia Fiallo considera que el libreto de María Teresa es fabuloso, aunque hay una etapa de dicha novela que no le gustó, un día la llamó Enrique Cuscó y le dijo que la tenía que alargar la novela 100 capítulos más por el éxito; entonces inventó todo eso de la desfiguración de la protagonista, María Teresa cubriéndose la cara desfigurada con el pelo o con un velo y la hija que se le queda paralítica.